# Apifobia
Apifobia, ou melissofobia é o medo ou horror exagerado á abelhas.
O medo comum (não fóbico) das abelhas em adultos geralmente está associado à falta de conhecimento. O público em geral não tem conhecimento de que as abelhas atacam em defesa de sua colméia, ou quando acidentalmente esmagadas, e uma abelha ocasional em um campo não apresenta perigo. Além disso, a maioria das picadas de insetos nos Estados Unidos é atribuída a vespas, muitas vezes confundidas com abelhas.